# Crypsinus banaensis
Crypsinus banaensis là một loài thực vật có mạch trong họ Polypodiaceae. Loài này được (C. Chr.) Hett. miêu tả khoa học đầu tiên năm 1985.